# Corporación La Petrólea
La Corporación La Petrólea es una empresa petrolera venezolana de capital privado, con base en San Cristóbal, Estado Táchira. La empresa es una distribuidora de productos refinados y derivados de hidrocarburos.

## Historia
Nació formalmente el 20 de septiembre de 2001, cuando fue registrada y otorgada la licencia para ser una empresa mayorista de combustible, el Ministerio de Energía y Minas aprobó su participación dentro del mercado venezolano con el permiso N.º 11. La compañía comenzó en Táchira pero luego se expandió a los estados Carabobo, Cojedes, Mérida y Zulia. 
El nombre de la empresa se debe a la Compañía Petrolera del Táchira, también conocida como La Petrolea, fundada en 1876 y que fue la primera compañía petrolera venezolana; por ello los empresarios decidieron honrar el nombre de aquella petrolera. En 2008 por decisión del gobierno venezolano se decidió estatizar todas las estaciones de servicio de ese país, de modo que La Petrólea fue absorbida por la estatal Deltaven que administra la marca PDV.